# 希利尼人
希利尼人（Hellenics）是《新約聖經》裡指已經希臘化的猶太人。在1980年代出版的修訂和合本曾認為「希利尼人」就是希臘人，並因此而把聖經內所有「希利尼人」修訂成為「希臘人」，以方便讀者研讀時能夠感到與身邊的社會有更大的關係。不過，有神學家指出：「希利尼人」與「希臘人」是有分別的，因為對於一般與猶太人無關的希臘人，猶太人會把它們歸類「外邦人」，而不是另外把他們獨立歸類為「希利尼人」。因此，希利尼人應該亦是猶太人的一種，只是因為他們的生活已經希臘化，很多猶太人的傳統他們已不再遵守，所以才把他們分別開來。
不过，有种观点认为，“希利尼人”是指希腊人，或者说希腊语的非犹太人。英文KJV圣经译为Greeks（希腊人）。